# Чернышёв, Владимир Геннадьевич
Влади́мир Генна́дьевич Чернышёв (род. 12 апреля 1972, Москва, СССР) — российский тележурналист, радио- и телеведущий. Являлся штатным обозревателем телеканала НТВ (1996—2001, 2002—2017), ведущий информационных программ на этом же телеканале (с 2017 года). Свою основную известность получил в качестве корреспондента информационных программ и автора ряда документальных фильмов НТВ.

## Биография
Владимир Чернышёв родился 12 апреля 1972 года в Москве. В 1994 году окончил факультет журналистики МГУ имени М. В. Ломоносова. Учился на одном курсе вместе с будущими коллегами по старому НТВ Владимиром Ленским, Эрнестом Мацкявичюсом, Вячеславом Грунским, Сергеем Гапоновым, Андреем Черкасовым и Александром Хабаровым. Также обучался некоторое время на одном курсе с Андреем Малаховым.
Позже работал в газете «Вечерний клуб», а также на радиостанции «Семь на семи холмах».
В 1994—1996 годах работал в информационном агентстве «Постфактум» и в программе «Городские новости» телекомпании ВКТ. С 1995 по 2004 год в паре с Антоном Орехом вёл юмористическую программу «Иное» на радиостанции «Эхо Москвы».
С 1996 по 2001 год — парламентский корреспондент информационной службы телекомпании НТВ, работал в Государственной думе. Освещал деятельность политических партий и движений.
В апреле 2001 года, в свете событий вокруг смены собственника у НТВ принимает решение покинуть телекомпанию вместе со всем остальным составом её сотрудников и перейти сначала на телеканал ТНТ (где продолжил работу в прежнем качестве), а через месяц — в телекомпанию Бориса Березовского ТВ-6. Впоследствии изменил своё отношение к апрельским событиям, посчитав, что в 2001-м сотрудники «просто помогали работодателям сохранить бабло, а не защищали свободу слова».
С мая 2001 по январь 2002 года — обозреватель службы информации телекомпании ТВ-6 (программы «Сейчас», «Грани с Владимиром Кара-Мурзой» и «Итоги»).
Весной 2002 года, в период временного отсутствия в телевизионном эфире команды Киселёва, принял решение покинуть «шестую кнопку» и вернуться обратно на НТВ.
С апреля 2002 по февраль 2017 года — корреспондент, впоследствии — обозреватель службы информации НТВ. Основная специализация — политика. Был корреспондентом кремлёвского пула, политическим обозревателем. С 2003 по 2004 год — постоянный автор документального цикла «Новейшая история» (НТВ). С 2012 по 2013 год — автор и ведущий программы в жанре интервью «Без купюр» (НТВ), в которой беседовал с основными ньюсмейкерами недели.
За годы работы в телекомпании НТВ Владимир Чернышёв делал репортажи для информационных программ «Сегодня», «Итоги» с Евгением Киселёвым, «Намедни» с Леонидом Парфёновым, а также «Страна и мир», «Личный вклад» с Александром Герасимовым, «Сегодня: итоговая программа» с Кириллом Поздняковым, «Сегодня. Итоги», «Анатомия дня», «Акценты недели», «Точка» с Максимом Шевченко и «Итоги дня». Также комментировал Парад Победы 9 мая 2015 года в паре с Владимиром Кондратьевым.
С 6 марта 2017 по 28 июня 2018 года — ведущий программы «Итоги дня» в паре с Анной Янкиной на НТВ.
С 22 июля 2018 года — ведущий программы «Сегодня» на том же телеканале. С 2018 года в летний период — ведущий воскресных итоговых выпусков, выходивших вместо «Итогов недели с Ирадой Зейналовой», с 3 сентября 2018 по 24 октября 2024 года — ведущий вечерних выпусков в 19:00 по будням в паре с Лилией Гильдеевой (2018—2022), Айной Николаевой (2022) и Эльмирой Эфендиевой (2023—2024). С 22 сентября 2024 года ведёт программу «Итоги недели» вместо ушедшей с НТВ Ирады Зейналовой, которая 13 сентября была назначена послом России на Маврикии.
Преподаватель Института современного искусства (ИСИ). Ментор Первой академии Медиа МИРБИС по дисциплине «Мастерство телеведущего».

## Документальное кино
Владимир Чернышёв является автором и ведущим следующих документальных фильмов:
- «Новейшая история. Любите родину мать вашу» (2003) — о жанре политической агитации в советской и постсоветской России[43].
- «Ангел и демоны. Чисто кремлёвское убийство» (2009) — о кровавой драме 15 мая 1591 года, когда был убит царевич Дмитрий, младший сын Ивана Грозного[44][45].
- «СССР. Крах империи» (2011) — документальный цикл, приуроченный к 20-й годовщине распада СССР[46].
- «Эффект Домино. Февральская революция в судьбе России» (2012) — к 95-летию Февральской революции 1917 года[47].
- «Сталин с нами» (2013) — документально-художественный проект, посвящённый Иосифу Сталину[48] и его личности[49][50].
- «Белый дом, чёрный дым» (2013) — фильм, снятый к 20-й годовщине со дня разгона Верховного совета РФ в октябре 1993 года и вызвавший общественные споры[51]. Руководитель проекта — Вадим Глускер[52].
- «Железный еврей Сталина» (2013) — к 120-летию со дня рождения Лазаря Кагановича[53].
- «Ленин. Красный император» (2014) — к 90-летию со дня cмерти Владимира Ленина[54].
- «Хрущёв. Первый после Сталина» (2014) — фильм, снятый к 120-летию со дня рождения Никиты Хрущёва[55].
- «Андропов. Между Дзержинским и Дон Кихотом» (2014) — к 100-летию со дня рождения Юрия Андропова[56].
- «Путь к Победе: деньги и кровь» (2015) — фильм о «невидимой» Второй мировой войне[57][58].
- «НТВ-видение. Признание экономического убийцы» (2016) — двухсерийный фильм, основанный на автобиографии бывшего агента американских спецслужб Джона Перкинса[59].
- «НТВ-видение. Революция „под ключ“» (2016) — двухсерийный фильм о цветных революциях и методах ненасильственного сопротивления американского общественного деятеля Джина Шарпа[60][61].
- «Революция LIVE» (2017) — документальный проект о последних десятилетиях Российской империи, вплоть до 1917 года[62]. Он приурочен к празднованию 100-летия Февральской революции в России[63]. 7 ноября 2017 года вышло идейное продолжение проекта — фильм под названием «Октябрь LIVE», посвящённый 100-летию Октябрьской революции[64].
- «НТВ-видение. Сталинские соколы: расстрелянное небо» (2017) — фильм автора о становлении советской военной авиации в канун Великой Отечественной войны и лётчиках, именовавшихся «сталинскими соколами»[65].
- «НТВ-видение. Война и мир Захара Прилепина» (2018) — фильм о личном военном опыте писателя, автора книги о службе русских поэтов XIX века в армии «Взвод. Офицеры и ополченцы русской литературы»[66].
- «НТВ. 25+» (2018) — фильм автора к 25-летию телекомпании НТВ, рассказывает историю России в контексте истории телеканала глазами журналистов, работавших и работающих на НТВ[12][67]. В отличие от предыдущих фильмов об НТВ 2003 и 2008 годов, в «НТВ. 25+» интервью основателей канала и большей части его известных журналистов с оппозиционными взглядами не присутствуют[12][68].
- «НТВ-видение. Второй фронт. Братья по памяти» (2019) — о живущих за границей семьях ветеранов Второй мировой войны[69][70].
- «НТВ-видение. Конец мира» (2020) — о том, что изменилось 75 лет спустя Ялтинской и Потсдамской конференций[71].
- «Русский раскол» (2022) — о жизни и творчестве российского историка, доктора исторических наук Александра Пыжикова[72].
- «Российская дипломатия» (2023) — документальный цикл о российских дипломатах в разные исторические эпохи, снятый при поддержке Института развития интернета[73].

## Награды и премии
- Медаль ордена «За заслуги перед Отечеством» I степени (27 июня 2007) — за большой вклад в развитие отечественного телевидения и многолетнюю плодотворную работу[74].
- Благодарность Президента Российской Федерации (23 апреля 2008) — за информационное обеспечение и активную общественную деятельность по развитию гражданского общества в Российской Федерации[75].
- Национальная телевизионная премия ТЭФИ (9 декабря 2023) — номинация «Ведущий вечерней информационной программы» (совместно с Эльмирой Эфендиевой)[76].
- Премия Правительства Российской Федерации в области средств массовой информации (25 декабря 2023) — за успешное решение задач, связанных с увеличением объёмов и показателей телесмотрения, и в связи с 30-летием акционерного общества «Телекомпания НТВ»[77].

## Санкции
15 января 2023 года, из-за вторжения России на Украину, внесён в санкционный список Украины, предполагается блокировка активов на территории страны, приостановка выполнения экономических и финансовых обязательств, прекращение культурных обменов и сотрудничества, лишение украинских госнаград.

## Семья
Владимир Чернышёв происходит из семьи Владимира Лебанидзе, профессора Тбилисского государственного университета имени Джавахишвили, позже — декана экономического факультета, заслуженного деятеля науки Грузинской ССР.
Женат на тележурналистке Алле Чернышёвой (дев. Николаева) (р. 1976). Имеет сына Андрея (р. 2004).